# Giannis Poulopoulos
Giannis Poulopoulos (griechisch Γιάννης Πουλόπουλος, * 29. Juni 1941 in Kardamyli, Griechenland; † 23. August 2020) war ein griechischer Sänger. Er stand an vierter Stelle der meistverkauften Alben in Griechenland.

## Werdegang
Kurz nach seiner Geburt zogen seine Eltern in die Nähe von Athen. Mit 19 Jahren hatte Poulopoulos die Gelegenheit, einigen der Größen der griechischen Musik, Mikis Theodorakis und Vasilis Tsitsanis, vorzusingen. Danach erklärte Mikis Theodorakis, aus Poulopoulos einen Sänger zu formen, und überließ ihm drei Songs. Mimis Plessas holte ihn für sein Werk O Dromos (1969).
In den 1960er bis 1980er Jahren hatte er zahlreiche Hits in Griechenland. 
Poulopoulos lebte in Griechenland. Er starb am 23. August 2020 im Alter von 79 Jahren.

## Diskografie
- 2000: Ta Alla Tragoudia (τα άλλα τραγούδια) – Lyra
- 2000: Sta Onira Mou Perpato (Στα όνειρα μου περπατώ) – Lyra[2]
- 2002: Rembetiko (12) – Music from Ge – Lyra
- 2008: 96 Megales Epitychies (96 Μεγάλες Επιτυχίες) – Sammlung mit 6 CDs, Oasis 88[3]

### Singles (Auswahl)
- To Agalma
- Methyse Apopse To Koritsi Mou
- Geitonaki Mou
- Kamaroula Mia Stalia (mit Mary Chronopoulou)
- Tha Pio Apopse To Feggari
- Epefte Vathia Siopi
- Aftoi Pou Menoun Ki Aftoi Pou Fevgoun
- Ola Dika Sou
- Frangosyriani
- Chymeronei Kyriaki
- Min Tou Milate Tou Paidiou
- Poia Nychta S' Eklepse
- Gelage I Maria
- Mia Fora Monaxa Ftanei
- Gyftissa Mera
- Eklapsa Hthes